# Team (chanson)
Pour les articles homonymes, voir Team.
Singles de Lorde
Tennis Court
(2013) Glory and Gore
(2014)
Team est une chanson de la chanteuse-compositrice néo-zélandaise Lorde, extraite de son premier album studio, Pure Heroine (2013). La chanson est sortie le 13 septembre 2013 en tant que troisième single de l'album en Australie et en Nouvelle-Zélande par Universal Music New Zealand, et le deuxième aux États-Unis et au Royaume-Uni par Lava Records et Republic Records. Le morceau a été écrit par Lorde et Joel Little et produit par Little, avec une production supplémentaire de Lorde elle-même. "Team" est un mélange de pop alternative et d'électro hop, mettant en vedette des synthétiseurs, une basse et une batterie caisse claire sur un rythme basé sur des claques de main. Lyriquement, la chanson est un hommage à ses amis et à son pays.
Team a été très bien accueillie par les critiques contemporains, qui ont salué son style musical, son contenu lyrique et l'interprétation vocale de Lorde sur la chanson. Le single a rencontré un succès sur les charts internationaux, atteignant le numéro 1 au Liban, le numéro 6 sur le Billboard Hot 100 aux États-Unis et le numéro 3 sur le palmarès Canadian Hot 100. En Océanie, il a atteint le numéro 19 en Australie et a débuté et atteint le numéro 3 en Nouvelle-Zélande. Team a été certifié platine par l'Australian Recording Industry Association et Recorded Music NZ, et a été certifié quintuple platine par la Recording Industry Association of America.
Un clip vidéo pour la chanson a été réalisé par Young Replicant et est sorti le 4 décembre 2013. Tourné dans l'ancien terminal de céréales de Red Hook à Brooklyn, le contenu vidéo s'inspire du rêve de Lorde concernant des adolescents dans leur propre monde. À sa sortie, la vidéo a fait planter le canal Vevo en raison d'un grand nombre de vues. Pour promouvoir "Team" et Pure Heroine, Lorde a interprété la chanson à plusieurs reprises, notamment au Late Show with David Letterman et aux ARIA Music Awards de 2013. Elle a ensuite été présentée dans un épisode de la Saison 10 de Grey's Anatomy diffusé en décembre 2013.

## Performance dans les hits-parades
| Classement (2013-14)                    | Meilleure position |
| --------------------------------------- | ------------------ |
| Allemagne (Media Control AG)            | 20                 |
| Australie (ARIA)                        | 19                 |
| Autriche (Ö3 Austria Top 40)            | 10                 |
| Belgique (Flandre Ultratip 100)         | 6                  |
| Belgique (Wallonie Ultratop 50 Singles) | 24                 |
| Canada (Hot 100)                        | 3                  |
| Danemark (Tracklisten)                  | 20                 |
| France (SNEP)                           | 24                 |
| Irlande (IRMA)                          | 32                 |
| Nouvelle-Zélande (RMNZ)                 | 3                  |
| Pays-Bas (Nederlandse Top 40)           | 29                 |
| Royaume-Uni (UK Singles Chart)          | 29                 |
| Tchéquie (IFPI Rádio)                   | 17                 |
| Slovaquie (IFPI Rádio)                  | 45                 |
| Suisse (Schweizer Hitparade)            | 14                 |
| Suède (Sverigetopplistan)               | 41                 |
| États-Unis (Hot 100)                    | 6                  |
| États-Unis (Adult Contemporary)         | 16                 |

## Certifications
| Pays             | Certification |
| ---------------- | ------------- |
| Australie        | 2 × Platine   |
| Canada           | 2 × Platine   |
| Danemark         | Or            |
| Nouvelle-Zélande | Platine       |